# Ижорский трубный завод
АО «Ижорский трубный завод» (ИТЗ) — российское трубосварочное предприятие в Колпино, г. Санкт-Петербург. Продукцией ИТЗ являются одношовные прямошовные электросварные трубы с наружным и внутренним покрытием ( диаметр 610-1420 мм; максимальная длина трубы — 18,3 метра), объём производства до 600 тыс. тонн в год.

## О компании
АО «Ижорский трубный завод» — это предприятие по производству труб большого диаметра для нужд нефтяной и газовой промышленности, входит в ПАО "Северсталь". Расположен на территории промзоны «Ижорские заводы» Колпинского района Санкт-Петербурга. Технологическая схема данного проекта предусматривает поставку трубной заготовки с широкополосного стана 5000 (листопрокатный цех производства трубного проката, ПАО «Северсталь»), расположенного на одной площадке с Ижорским трубным заводом в Колпино. Реконструкция стана 5000, финансирование которой обошлось в половину стоимости всего проекта, позволяет на сегодняшний день производить трубы большого диаметра из стали высокой категории прочности.

## Из истории
Строительство Ижорского трубного завода началось весной 2004 года. В январе того же года состоялось подписание контракта с немецкой компанией SMS Meer GmbH на изготовление, поставку и монтаж оборудования трубоэлектросварочного отделения.[значимость факта?]
В феврале 2005 года был подписан контракт на изготовление, поставку и монтаж
оборудования отделения наружных покрытий с компанией International Pipelines, Inc., США.[значимость факта?]
Финансирование проекта осуществлялось за счет внутренних и внешних источников, в том числе за счет кредита Европейского Банка Реконструкции и Развития. Общая сумма инвестиций составила $300 млн в ЗАО «Ижорский трубный завод» и $300 млн в модернизацию прокатного стана листопрокатного цеха № 3 (листопрокатный цех производства трубного проката).[значимость факта?]
В марте 2005 года губернатором Валентиной Матвиенко и  Алексеем Мордашовым было подписано соглашение о сотрудничестве, касающееся реализации проекта строительства Ижорского трубного завода. В то же время по инициативе Валентины Матвиенко строительству завода был присвоен статус стратегического проекта, а компании — статус стратегического инвестора города.
В августе 2005 года член правления ОАО «Газпром», генеральный директор ООО «Газкомплектимпэкс» Валерий Голубев и председатель совета директоров ЗАО «Ижорский трубный завод» Игорь Костин подписали соглашение о сотрудничестве между компаниями на 2006−2007 годы с целью обеспечения ОАО «Газпром» импортозамещающими газонефтепроводными трубами диаметром 1020−1420 мм.[значимость факта?]
В октябре 2005 года начались поставки и монтаж основного технологического оборудования, а в декабре 2005 года был подписан контракт с компанией Selmers Technology (Голландия) на поставку линии по нанесению внутренних покрытий.[значимость факта?]
14 июля 2006 года состоялось торжественное открытие Ижорского трубного завода.[значимость факта?]

## Собственники и руководство
Завод на 100 % принадлежит ПАО «Северсталь», он введён в эксплуатацию в июле 2006 года.
Генеральный директор ИТЗ (2005—2009): Урнев Олег Владимирович.
Генеральный директор ИТЗ (2009—2013): Скорохватов Николай Борисович.
Генеральный директор ИТЗ (2014 — 2015): Моторин Виталий Анатольевич.
Генеральный директор ИТЗ (2015 — 2021): Покровский Дмитрий Александрович.
С 15 марта 2021 года начальником производства трубного проката дивизиона «Северсталь Российская сталь» — генеральным директором Ижорского трубного завода (производство входит в дивизион «Северсталь Российская сталь») назначен Ванев Дмитрий Игоревич.

## Основные проекты
В рамках отношений с компанией «Транснефть» Ижорский трубный завод, в частности, производил продукцию для второго этапа трубопроводной системы «Восточная Сибирь — Тихий океан». В 2012 году — для первой очереди нефтепровода и под нужды.[значимость факта?]
Продукция в адрес компании «Газпром» поставлялась для строительства второй нитки газопровода" (СЕГ), газопровода (I и II нитки), «Бованенково — Ухта», «Починки-Грязовец» и «Сахалин-Хабаровск-Владивосток», «Якутия — Хабаровск-Владивосток», проектов «Южный коридор» и «Сила Сибири», а также других объектов.[значимость факта?]

## Инновационные технологии
Специально для освоения северных углеводородных месторождений специалистами Ижорского трубного завода была разработана и внедрена технология производства труб из стали высокой категории прочности К65. Трубы нового поколения не только выдерживают рабочее давление на 12 МПа, но и позволяют значительно снизить металлоемкость проектов. Данный сортамент ТБД используется для прокладки трубопроводов в суровых климатических условиях полуострова Ямал при строительстве магистрального газопровода «Бованенково — Ухта».